# Hôpital-bloc

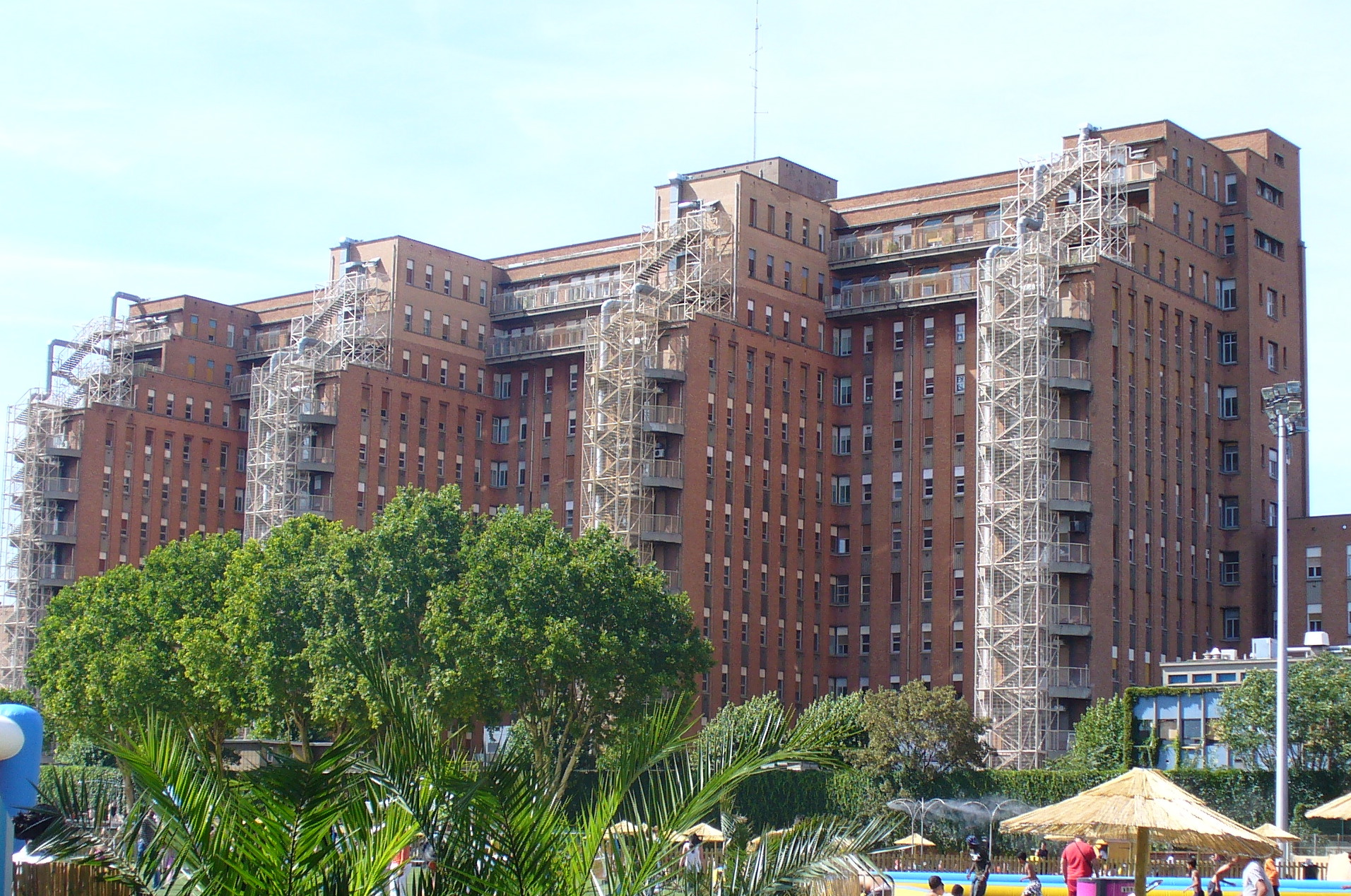
La façade arrière de l'Hôpital Beaujon

L'expression hôpital-bloc caractérise un type d'organisation fonctionnelle et spatiale des centres hospitaliers apparu au XXe siècle. À l'inverse de l'hôpital pavillonnaire où les fonctions et les services sont séparés et répartis dans plusieurs bâtiments, l'hôpital-bloc les intègre dans un bâtiment monobloc de plusieurs étages. Ce principe d'organisation, apparu d'abord aux États-Unis et diffusé en Europe à partir des années 1930, reste en vigueur jusqu'au début du XXIe siècle où il est remplacé par le concept de monospace hospitalier plus étalé et percé de patios. En France, le premier hôpital construit en 1932 suivant ce principe est l'hôpital Beaujon situé à Clichy.
Plusieurs raisons expliquent l'apparition et la généralisation de ce type d'hôpital :
- la recherche de liaisons plus rapides entre les multiples équipements techniques
- les contraintes d'évolutivité des locaux
- l'utilisation des antibiotiques qui rendit caducs les impératifs sanitaires d'éloignement
- les évolutions parallèles des techniques du bâtiment (béton armé, ascenseurs)
- la pression foncière grandissante